# Óscar Rodo
Óscar Mauricio Rodríguez (Nueva York, 10 de octubre de 1973) conocido artísticamente como Óscar Rodo es un reconocido actor y músico colombiano. Principalmente recordado por su personaje de Carlos Gutiérrez "El Caballo" en Francisco el Matemático, entre 1999 y 2004. 

## Filmografía

### Televisión
| Año       | Título                              | Personaje                          | Canal                     |
| --------- | ----------------------------------- | ---------------------------------- | ------------------------- |
| 1997      | O todos en la cama                  | -                                  | Canal RCN                 |
| 1998      | Carolina Barrantes                  | -                                  | Canal RCN                 |
| 1999-2000 | La Caponera                         |                                    | Caracol Televisión        |
| 1999-2004 | Francisco el Matemático             | Carlos 'Caballo' Gutiérrez         | Canal RCN                 |
| 2008      | Súper pá                            | Manuel                             | Canal RCN                 |
| 2008-2009 | Doña Barbara                        | Genaro Mondragón                   | Telemundo                 |
| 2010      | Reto de mujer                       |                                    | Canal RCN                 |
| 2010      | Sin retorno                         | -                                  | Canal RCN                 |
| 2010-2011 | Los caballeros las prefieren brutas | Chef                               | Caracol Televisión        |
| 2013-2014 | Mamá también                        | Profesor Fárid                     | Canal RCN                 |
| 2017      | El Comandante                       |                                    | Canal RCN                 |
| 2017      | Narcos                              | Guardia de prisión                 | Netflix                   |
| 2018      | La Ley Secreta                      | Esposo de una de las protagonistas | Netflix                   |
| 2018-2020 | Noobees                             | Roberto                            | Nickelodeon Latinoamérica |
| 2019      | El Bronx                            | Abogado Poveda                     | Caracol Televisión        |
| 2023      | Pálpito                             | Doctor Centeno                     | Netflix                   |

## Reality
| Año       | Título           | Rol          | Canal              |
| --------- | ---------------- | ------------ | ------------------ |
| 1993-1996 | Oki Doki         | Bojotes      | Canal RCN          |
| 2015      | Tú cara me suena | Participante | Caracol Televisión |

## Cine
| Año  | Título                            | Personaje      | Director              | Empresa Productora                                     |
| ---- | --------------------------------- | -------------- | --------------------- | ------------------------------------------------------ |
| 2009 | Alborada carmesí                  | Antropólogo    | Luis Hernán Reina     | Casa Roja Producciones S.A. / Fundación Cuatro Caminos |
| 2011 | Lecciones para un beso            | Pablo          | Juan Pablo Bustamante | Talleres Uchawi / RCN Cine / E-nnovva                  |
| 2025 | Dora Y La Búsqueda del Sol Dorado | Padre de Diego |                       |                                                        |